# D’yer Mak’er
«D’yer Mak’er» — песня британской рок-группы Led Zeppelin, выпущенная на альбоме Houses of the Holy, а в США также в виде сингла (вместе с «The Crunge»). Песня выдержана в стиле утяжелённого регги, и, таким образом, вносит свой вклад в расширение стилистического спектра группы, характерное в целом для альбома Houses of the Holy.
Песня родилась во время репетиций в студии Stargroves, принадлежащей The Rolling Stones. Джон Бонэм придумал вступление в стиле ду-воп, который был популярен в 1950-е годы; затем это вступление переросло в синкопированный ритм регги. Песня «D’yer Mak’er» — одна из немногих в репертуаре Led Zeppelin, авторство которых разделено между всеми четырьмя участниками группы. На конверте пластинки в числе авторов песни названа также американская группа Rosie and the Originals, работавшая в стиле ду-воп.
Из-за коммерческого потенциала песни Роберт Плант настаивал, чтобы она вышла на сингле в Великобритании, где Led Zeppelin не выпускали синглов. Однако фирма Atlantic Records не пошла дальше распространения промосинглов для радиостанций. В США сингл вышел, и к декабрю 1973 года добрался в чартах до 20-го места.
Джон Пол Джонс с презрением отзывался о «D’yer Mak’er»: по его мнению, эта песня, задумывавшаяся как шутка, так и не была достаточно проработана.

## Произношение и смысл названия
Название песни — отсылка к английской шутке, в которой обыгрывается сходство звучания слова Jamaica (/dʒˈmeɪ.kə/, «Ямайка») и произнесённого с определённым акцентом вопроса Did you make her? (/dʒˈmeɪk.ɜː(ɹ)/, «Ты заставил её?»):
— My wife’s gone to the West Indies. / Моя жена уехала в Вест-Индию.

— Jamaica? / Ямайка?

— No, she went of her own accord. / Нет, поехала по собственному желанию.
Написание D’yer Mak’er как бы передаёт произношение вопроса Did you make her?, чтобы в звучании получилось Jamaica (Ямайка — родина стиля регги, в котором сыграна песня). Однако произношение и смысл названия, не присутствующего нигде в тексте песни, вызывают трудности у всех слушателей, незнакомых с британским юмором, в том числе у американцев.

## Участники записи
- Роберт Плант — вокал
- Джимми Пэйдж — гитары
- Джон Пол Джонс — бас-гитара, клавишные
- Джон Бонэм — ударные